# Appendicula oblonga
Appendicula oblonga är en orkidéart som beskrevs av Rudolf Schlechter. Appendicula oblonga ingår i släktet Appendicula och familjen orkidéer. Inga underarter finns listade i Catalogue of Life.